# Труханов Геннадій Леонідович
Генна́дій Леоні́дович Труха́нов (17 січня 1965 , Одеса ) — український політик, міський голова Одеси (з 2014), керівник регіональної партії Довіряй ділам. Народний депутат VII скликання. (2012—2014), колишній член Партії регіонів.  

## Життєпис
Народився 17 січня 1965 року в місті Одесі.
- З 1982 по 1986 рік навчався в Одеському вищому артилерійському командному училищі, по закінченні якого отримав звання лейтенанта та здобув спеціальність «інженера з ремонту та експлуатації автомобільної техніки»[2].
- 1986—1992 — проходив військову службу у Північнокавказькому військовому окрузі, закінчив службу у званні капітана.
- З 1993 по 1996 рік — директор охоронної фірми «Капітан і Ко».
- 1995 — президент Української федерації тайського боксу.
- 2000 — помічник представника президента компанії з питань безпеки представництва російської нафтової компанії «Лукойл» в Україні.
- 2002—2006 — навчався у Київському національному університеті внутрішніх справ, де здобув кваліфікацією «юрист», у 2008 захистив кандидатську дисертацію в Одеському національному університеті ім. І. І. Мечникова[2][3].
- 2004—2007 — працював в апараті Верховної Ради України.
- 2005 — депутат Одеської міськради.
- 2006 — переобраний депутатом Одеської міськради, очолив постійну комісію у справах молоді та спорту в міськраді.
- у 2008 р. в Одеському національному університеті ім. І. І. Мечникова захистив дисертацію на здобуття наукового ступеня кандидат психологічних наук на тему: « Основні конструкти симптомокомплексу психологічної жертви (на прикладі казусних та деліктних особистостей)».
- З 2008—2011 — головний спеціаліст відділу по роботі з регіонами Департаменту по роботі з ветеранами Державного комітету України у справах ветеранів[4].
- 2010 — переобраний депутатом Одеської міськради. Очолив фракцію Партії регіонів в міськраді.
- 2013 — закінчив Одеський регіональний інститут державного управління Національної академії державного управління при Президентові України[2].
- 2003—2020 — президент української національної федерації «Муей-Тай» (таїландський бокс).

На парламентських виборах 2012 року обраний нардепом від Партії регіонів (мажоритарний округ № 136). Голова підкомітету з питань взаємодії з державними органами, органами місцевого самоврядування, підприємствами, установами та організаціями Комітету ВРУ з питань верховенства права та правосуддя. З 2014 року — член депутатської групи «Економічний розвиток».
У червні 2013 року серед 148-ми народних депутатів України підписав Звернення депутатів від Партії регіонів і КПУ до польського Сейму з проханням «визнати Волинську трагедію геноцидом щодо польського населення і засудити злочинні діяння українських націоналістів».
2014 року переміг на позачергових виборах міського голови Одеси здобувши 43,49 % виборців. 27 травня на позачерговій сесії Одеської міської ради склав присягу та приступив до виконання повноважень міського голови. З 2015 року керував політичним рухом «Доверяй делам».
На місцевих виборах 25 жовтня 2015 року переобраний міським головою Одеси (52,2 % голосів, 138,865 тис. осіб). 28 жовтня 2015 року відповідне рішення було затверджено сесією міської ради.
2015 року місцеве інформаційне агентство «Одесса-медиа» включило Труханова на 1 місце впливових одеситів. У 2016 році він посів 15 сходинку, а 2017 року — знову перше місце.
У жовтні 2020 року Труханов зустрівся з очільником РПЦвУ Онуфрієм (Березовським) і передав йому оформлені документи земельної ділянки, на якій розташований Свято-Іверський монастир, у власність Одеської єпархії УПЦ (МП).

## Розслідування
18 листопада 2020 року ВАКС закрив справу проти Труханова за декларування недостовірної інформації, що сталося щонайменше 2015 і 2016 роках на суму 33 млн та 18 млн грн відповідно. 2015—2016 року Труханов не задекларував квартиру, два паркомісця, елінг, дачу, нежитлову нерухомість, два авто, власність, відсотки за вкладами у банках.

### Привласнення коштів та земельних ділянок
6 жовтня 2021 року, Генеральний прокурор Ірина Венедіктова підписала підозру Труханову в рамках розслідування кримінального провадження силами детективів НАБУ та прокурорів САП. За версією слідства, Труханов один з причетних до цілого ряду злочинних дій, спрямованих на заволодіння щонайменше шести земельних ділянок загальною площею 15,9 га і 131 млн грн. та легалізації незаконно отриманих доходів. Загальний розмір завданих збитків становить 689 млн грн. Крім Труханова, підозру оголошено 15 особам, серед яких: одеський бізнесмен та кримінальний авторитет Володимир Галантерник, експрокурор Одеської області Олег Жученко, директор департаменту комунальної власності Одеської міської ради Олексій Спектор та інші.
У жовтні 2021 року в рамках розслідування справи Труханова було обрано запобіжний захід для Дмитра Димарського, співзасновника одеської будівельної компанії «Будова» із заставою в 59 млн грн.
11 жовтня 2021 року ВАКС обрав запобіжний захід Труханову, відпустивши його під заставу в 30 млн грн. 29 жовтня ВАКС призначив екс-заступнику Труханова заставу розміром 3,8 млн грн.
6 грудня 2024 року, згідно повідомлення пресслужби НАБУ, слідство у справі завершено в серпні 2023 року. Ознайомлення з матеріалами справи стороною захисту тривало до грудня 2024 року, справу передано до суду.

### Завод «Краян»
У вересні 2016 року Одеська міськрада придбала будівлю заводу «Краян» за 185 млн грн у приватної компанії, яка раніше купила його на аукціоні за 11,5 млн грн. Продавець спробував перерахувати отримані гроші на фіктивну компанію, але НАБУ і САП запобігли цьому і арештували рахунки. Детективи НАБУ встановили, що посадовці Одеської міськради включно з міським головою змовилися з комерційними структурами для заволодіння коштами міського бюджету через завищену ціну угоди. Геннадій Труханов та інші посадовці переконали депутатів міськради в економічній обгрунтованості витрат і повідомили недостовірну інформацію про співфінансування з державного бюджету.
14 лютого 2018 року, в рамках розслідування, Труханова та його заступника Павла Вугельмана затримано по прибуттю в Україну, але згодом суд відпустив їх обох на поруки. У липні 2019 року одеський районний суд визнав невинуватими міського голову Геннадія Труханова та інших фігурантів справи. Проте 11 лютого 2021 року Апеляційна палата ВАКС скасувала виправдувальний вирок меру Одеси Геннадію Труханову та іншим обвинуваченим. ВАКС України розглядає справу з весни 2021 року.
25 квітня 2023 року суд призначив Труханову заставу в 30,9 млн грн та зобов'язав носити електронний браслет. 4 травня 2023 року ВАКС змінив запобіжний захід, оскільки Труханов не сплатив заставу. Його взяли під варту на 60 днів із можливістю внесення 13,4 млн грн застави, яку було внесено наступного дня депутатом фракції «Довіряй ділам» Дмитром Танцюрою.
19 липня 2023 року пресслужба САП повідомила, що запобіжний захід у вигляді електронного браслета для Труханова припинив дію через несвоєчасний розгляд клопотання судом.

### Будинок Руссова
28 лютого 2023 року судді звернулися до Вищої ради правосуддя та Генерального прокурора через втручання Одеського міського голови Геннадія Труханова після його двох публічних відеозвернень, які містили оцінку роботи суддів і викликали обурення. 14 березня 2023 року було зареєстровано кримінальне провадження щодо цього втручання. У липні 2024 року Труханов висловив сподівання, що будинок Русова може перейти до Агентства з розшуку та менеджменту активів, що, на його думку, допоможе повернути пам'ятник архітектури місту через підтримку державної структури.

## Політика

### «Довіряй ділам»
Був співкерівником партії «Довіряй ділам» разом із Геннадієм Кернесом. Кандидат у народні депутати від партії «Опозиційний блок» на парламентських виборах 2019 року, № 4 у списку.

### Війна Росії проти України (2022)
Після широкомасштабного вторгнення військ РФ до України в лютому 2022 року Труханов змінив риторику з проросійської на проукраїнську, засудив війну, записавши звернення до російських окупантів та підтримав Україну 3 червня 2022 року розпочав свою роботу Муніципальний центр сприяння працевлаштуванню внутрішньо переміщених осіб.
З метою соціальної адаптації та реабілітації військових міська влада створила Сервісний центр «Хаб Ветеран» з питань забезпечення реалізації прав і свобод ветеранів, родин військовослужбовців.
Від початку повномасштабного вторгнення Одеса надавала допомогу в розміщенні, харчуванні, працевлаштуванні українцям, які вимушені були покинути свої домівки. З початку введення воєнного стану до районних управлінь соціального захисту населення м. Одеса станом на 01.01.2024 звернулись та отримали довідки про взяття на облік 85,5 тис. внутрішньо переміщених осіб.
Після 2022 року мер Одеси Геннадій Труханов неодноразово публічно виступав проти демонтажу пам'ятників Олександру Пушкіну та графу Воронцову, пояснюючи це тим, зокрема, що памятник Пушкіну внесений до списку всесвітньої спадщини ЮНЕСКО.

## Діяльність на посаді мера Одеси

### Освіта та медицина
В Одесі було збудовано нову школу — «Європейський ліцей», а також відкрито нові стадіони при школах та впроваджено систему харчування «шведський стіл», побудовано дитячу поліклініку у Пересипському районі з 83 кабінетами. За підтримки Геннадія Труханова у 2015 році відкрито новий заклад дошкільної освіти. У 2019 році відкрито Інклюзивно-ресурсний центр, пристосований для людей з інвалідністю, під патронатом якого перебуває 300 осіб.

### Транспорт, будівництво та рекреація
За каденції Геннадія Труханова у 2016 КП «Одесьміськелектротранс» модернізувало трамвайні вагони та ремонтні майстерні, було розроблено власний каютний трамвай «Одіссей», встановлено електронні знаки для інформування про прибуття трамваїв і тролейбусів, розроблено портал для відстеження руху муніципального електротранспорту.
Труханов підтримав реставрацію низки відомих пам'яток архітектури: зокрема, Потьомкінські сходи, Будинок Руссова, будинок Фальц-Фейна, дохідний дім Скаржинського, а також інші будинки.Також було модернізовано існуючі та побудовано нові парки відпочинку, зокрема Стамбульский парк — спільний проєкт мера Одеси та міського голови Стамбула Кадира Толбаша, відкрито арт-зону Грецького парку; сам парк створено за підтримки грецької діаспори.
У 2020 році Геннадій Труханов відкрив естакаду на 10-й станції Великого Фонтану, яка дозволила з'єднати дві частини «Траси здоров'я», загальна довжина якої склала 15 кілометрів і стала найбільшою велопішохідною доріжкою в Україні.
За каденції Труханова було введено мораторій на забудову узбережжя Одеси. В 2014 році Геннадій Труханов ввів мораторій на демонтування мафів.
Під патронатом Одеського міського голови Геннадія Труханова щорічно проводиться традиційний Дипломатичний Різдвяний ярмарок. Представники дипломатичних місій іноземних держав, акредитованих в Одесі, національних культурних центрів, громад, діаспор та інших організацій активно долучаються до організації та проведення ярмарку. За ініціативи Геннадія Труханова створена Рада «Одеської асоціації національностей» при Одеському міському голові. За останні роки склалися робочі відносини з дипломатичними представництвами, акредитованими в Одесі.

### Всесвітня спадщина ЮНЕСКО
Після початку повномасштабного вторгнення Труханов розпочав перемовини з керівником Центру всесвітньої спадщини ЮНЕСКО Лазаром Елунду Ассомо, який допоміг зібрати робочу групу, до якої увійшли працівники Міністерства культури Італії, дослідники Політехнічного університету міста Турин, учасники номінаційного комітету ЮНЕСКО та одеські історики, культурологи й архітектори, завдяки чому Одеса отримала статус пам'ятки ЮНЕСКО.

### Міжнародна співпраця
У квітні 2025 року Труханов у німецькому Майнц підписав угоду про партнерські відносини між двома містами.

## Власність
За 2017 рік Труханов задекларував 106 тис. грн доходу. При цьому він є власником годинника A. Lange & Sohne вартістю близько €100 тис. В декларації про доходи за 2024 рік було вказано зарплату на посаді міського голови 1 116 505 гривень на рік. 

## Громадянство
З 2014 року Г.Труханова звинувачували в отриманні російського громадянства. 2016 року підстави для цього дала публікація Панамських документів. Проте ця інформація була спростована СБУ в Одеській області. Пізніше, 2019 року стало відомо, що Г. Труханов звертався до російського суду вимогою анулювати паспорт, виданий на його ім'я, і позов  був задоволений. 

## Нагороди
- Почесна грамота Кабінету Міністрів України (2005)[78];
- Орден Данила Галицького (2008)[79];
- Орден «За заслуги» III ступеня (2010)[80];
- Відзнака Президента України — ювілейна медаль «20 років незалежності України» (2011)[81];
- Орден «За заслуги» II ступеня (2013)[82];
- «Найвпливовіший одесит 2019 року» у рейтингу журналу «Новое время»[83].

## Сім'я
Одружений. Має двох доньок — Катерину (нар. 1986) та Алісу (нар. 2000).